# LST-677 수영
LST-677 수영함은 대한민국의 해군 상륙함으로 구 미해군 케인 카운티(USS LST-853)를 미국으로부터 공여받은 것이다.

## 역사
- 1944년 8월 30일 건조. 미국 일리노이주 세네카 Chicago Bridge & Iron사
- 1944년 11월 17일 진수.
- 1944년 12월 11일 취역.
- 1955년 7월 1일 케인 카운티로 명명.
- 1958년 12월 22일 대한민국 해군에 인계, LST 813 수영함으로 명명, 추후 LST 677로 재지정
- 2005년 12월 29일 퇴역